# کلرید استرانسیم
کلرید استرانسیم (به انگلیسی: Strontium chloride) با فرمول شیمیایی SrCl۲ یک ترکیب شیمیایی است. که جرم مولی آن ۱۵۸٫۵۳ g/mol می‌باشد. شکل ظاهری این ترکیب، دانهٔ سفید است.